# 陳氏娥 (人權活動家)
陳氏娥（1977年4月28日—）是一位出生於越南社會主義共和國的女性人權活動家以及持不同政見者。

## 早年
她曾經到過中華民國台灣工作，因為惡劣雇主的勞力剝削而逃跑，卻發生車禍受重傷，後由定居台灣的越南政治難民出身之阮文雄神父所主持的人權兼勞工團體「越南外勞配偶辦公室」幫助下而康復。回到越南後學習阮文雄的作法，而成為關注越南移工在海外權利的人權工作者，並在網際網路上公開批判一黨專政的越南共產黨政權之錯誤施政。

## 遇襲
2013年5月，陳氏娥和她的幼子在警方的指示下在午夜被趕出汽車旅館，他們在雨中睡在人行道上。2014年5月，五名男子用鐵棒襲擊她而造成她的胳膊和腿骨折。2016年2月，陳氏娥和她的兩個兒子被便衣男子潑灑蝦醬，她的眼睛受傷了，她的大兒子有過敏反應。

## 被捕
在2016年越南海產異常死亡事件由台塑河靜鋼鐵工廠所引發的越南中部海洋污染事件，她參與了示威抗議遊行，並聲援部落客阮玉如瓊的反對越南共產黨政權官商勾結之行徑，2017年1月21日，她在家中被捕，2017年7月25日被越南政府以“進行反國家宣傳”罪名判處9年徒刑。

## 流亡
2020年1月10日，陳氏娥提前獲釋並被驅逐到美國。

## 外部連結
- 陳氏娥的Facebook專頁